# Javier Aramendia
Francisco Javier Aramendia Llorente (Pamplona, 5 de dezembro de 1986) é um ciclista espanhol nascido na localidade Navarra de Funes, Espanha.
As suas primeiras pedaladas como ciclista as deu no Clube Ciclista Peraltes e, como aficionado e juvenil correu no Caja Rural Burunda de Alsasua onde em 2006 ganhou o Campenato de Navarra sub-23, em Javier. Estreiou como profissional no ano 2007 com a equipa Orbea.

## Palmarés
2013
- Prêmio da combatividade

## Resultados em Grandes Voltas e Campeonatos do Mundo
Durante a sua carreira desportiva tem conseguido os seguintes postos nas Grandes Voltas e nos Campeonatos do Mundo em estrada:
| Carreira           | 2007 | 2008 | 2009 | 2010 | 2011 | 2012 | 2013 | 2014 | 2015 | 2016 |
| ------------------ | ---- | ---- | ---- | ---- | ---- | ---- | ---- | ---- | ---- | ---- |
| Giro d'Italia      | -    | -    | -    | -    | 115º | -    | -    | -    | -    | -    |
| Tour de France     | -    | -    | -    | -    | -    | -    | -    | -    | -    | -    |
| Volta a Espanha    | -    | -    | -    | -    | -    | 170º | 118º | 98º  | -    | -    |
| Mundial em Estrada | -    | -    | -    | -    | -    | -    | -    | -    | -    | -    |

-: não participa

## Equipas
- Orbea (2007)
- Euskaltel-Euskadi (2008-2011)
- Caja Rural (2012-2016)